# Aradus heidemanni
Aradus heidemanni är en insektsart som beskrevs av Ernst Evald Bergroth 1906. Aradus heidemanni ingår i släktet Aradus och familjen barkskinnbaggar. Inga underarter finns listade i Catalogue of Life.